# 21. bersaljerski polk (Italija)
21. bersaljerski polk (izvirno italijansko 21º Reggimento di Bersaglieri) je bil bersaljerski polk Kraljeve italijanske kopenske vojske.